# Halič
Halič (em húngaro: Gács) é um município da Eslováquia, situado no distrito de Lučenec, na região de Banská Bystrica. Tem 21,82 km² de área e sua população em 2018 foi estimada em 1.646 habitantes.

## Demografia
| Ano:        | 1994 | 2004   | 2014   | 2024   |
| ----------- | ---- | ------ | ------ | ------ |
| Broj ljudi: | 1547 | 1697   | 1670   | 1656   |
| Razlika:    |      | +9,69% | -1,59% | -0,83% |

| Ano:               | 2023 | 2024   |
| ------------------ | ---- | ------ |
| Número de pessoas: | 1647 | 1656   |
| Diferença:         |      | +0,54% |